# Высшая школа
«Вы́сшая шко́ла» (укр. Вища школа) — радянське і російське державне видавництво, що видає наукову, а також навчальну та навчально-методичну літературу різних рівнів (для вищих, середніх спеціальних і професійно-технічних закладів освіти) російською та іншими мовами.

## Історія
Засноване 1939 року в Москві під назвою «Советская наука» (укр. Радянська наука).
1959 року перейменовано на «Высшая школа» (укр. Вища школа).
1963 року об'єднано з «Російським вузівським видавництвом» (рос. Росвузиздат) та «Професійно-технічним видавництвом» (рос. Профтехиздат).

## Видавнича діяльність
Крім підручників, навчальних і наочних посібників, навчально-методичної літератури, також видає наукові журнали:
- «Научные доклады высшей школы» (укр. Наукові доповіді вищої школи)
- «Вестник высшей школы» (укр. Вісник вищої школи)
- «Среднее специальное образование» (укр. Середня спеціальна освіта)
- «Профессионально-техническое образование» (укр. Професійно-технічна освіта)[1][2][4].

Також видавництво випустило серії («бібліотеки») — історика, філолога, «Классика литературной науки» (укр. Класика літературної науки) тощо.
1970 року обсяг видавничої діяльності склав 1016 назв (355,3 млн друкованих аркушів-відбитків) загальним тиражем 25,2 млн примірників.
1976 року обсяг видавничої діяльності склав 745 книг і брошур тиражем понад 25,8 млн примірників.
1979 року обсяг видавничої діяльності склав 670 книг і брошур тиражем понад 28 млн примірників.